# Pachycondyla marginata
Pachycondyla marginata är en myrart som först beskrevs av Julius Roger 1861.  Pachycondyla marginata ingår i släktet Pachycondyla och familjen myror. Inga underarter finns listade i Catalogue of Life.

## Bildgalleri

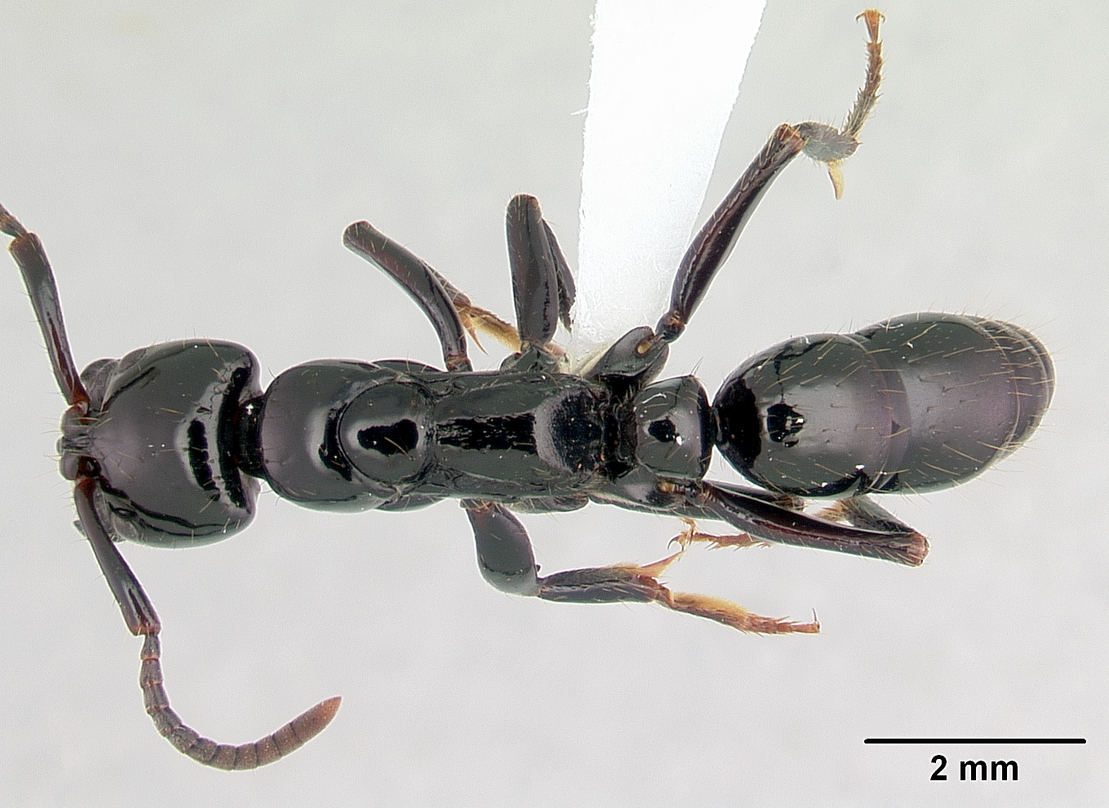
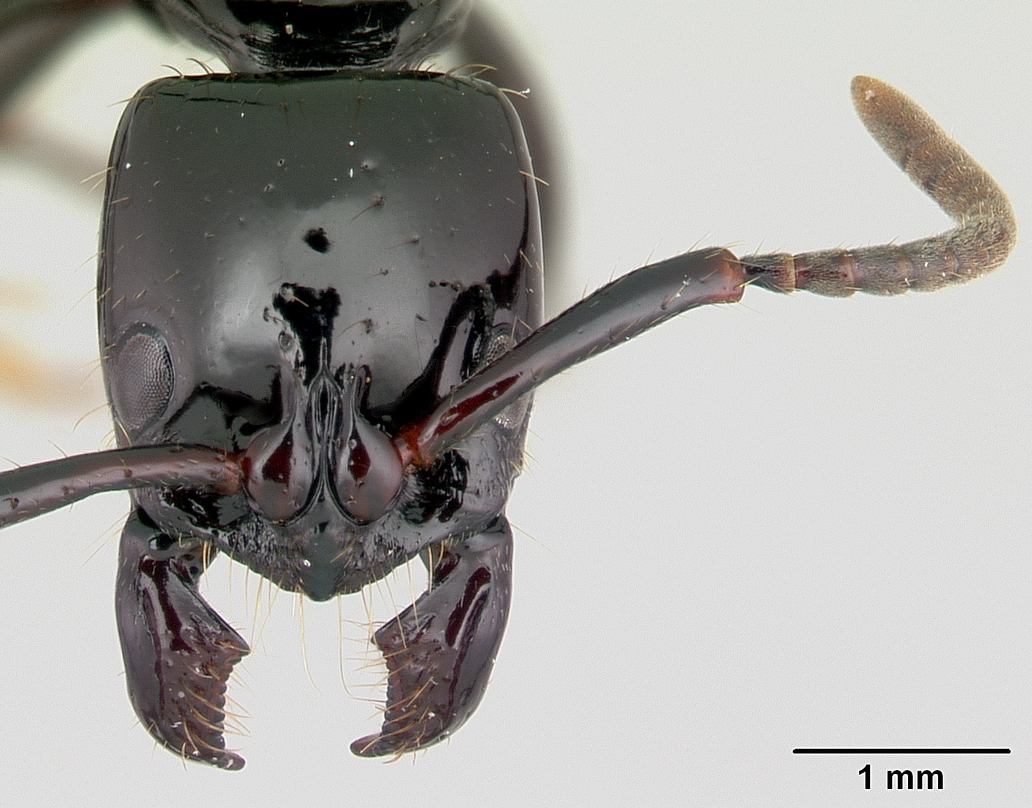
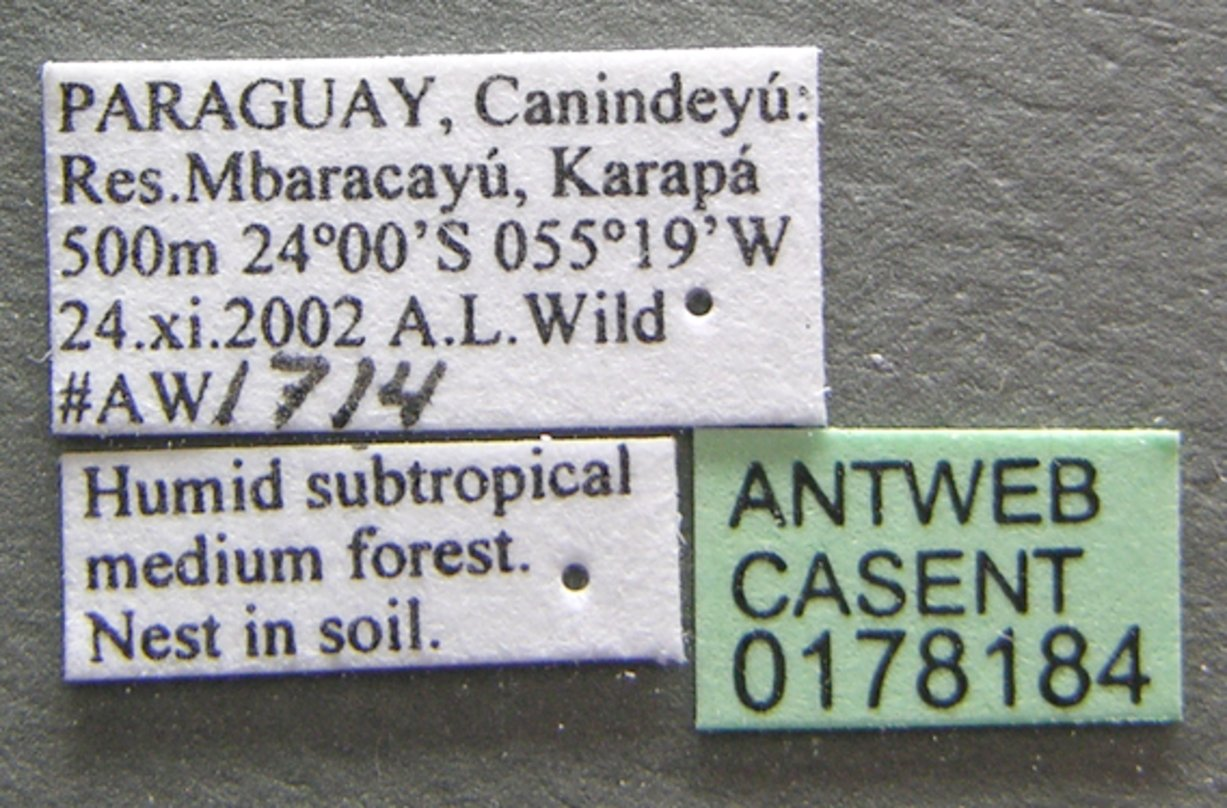
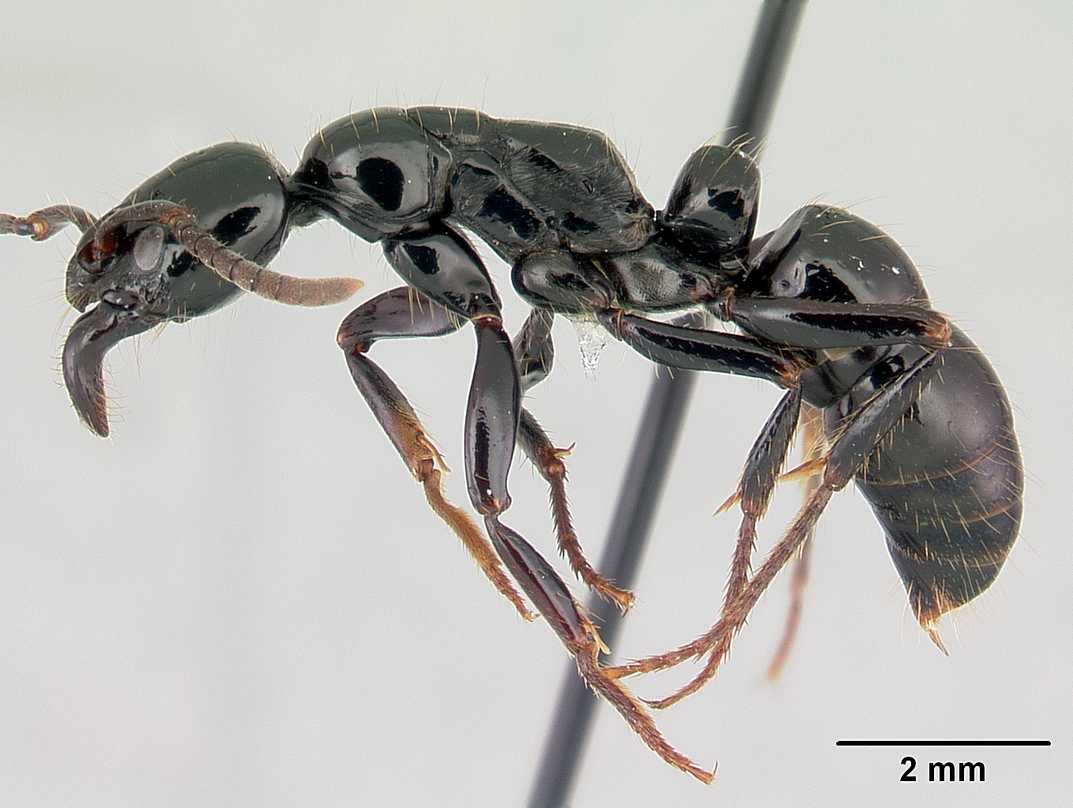